# Dirceu Ventura Teixeira
Dirceu Ventura Teixeira, noto semplicemente come Dirceu  (24 aprile 1960), è un ex giocatore di calcio a 5 brasiliano, campione del mondo con la nazionale brasiliana nel 1989.

## Carriera
Dirceu ha partecipato alla spedizione brasiliana al FIFA Futsal World Championship 1989 in cui i verdeoro si sono laureati campioni del mondo. Si tratta dell'unico mondiale disputato dall'esterno.

## Palmarès
- Campionato mondiale: 1

Paesi Bassi 1989